# Publicité de Pizza Hut avec Mikhaïl Gorbatchev
Pour plus de détails, voir Fiche technique et Distribution.
La publicité de Pizza Hut avec Mikhaïl Gorbatchev est une publicité télévisée, diffusée en janvier 1998 à l'international (sauf en Russie) par la chaîne de restauration rapide américaine Pizza Hut, dans laquelle joue Mikhaïl Gorbatchev, ancien dirigeant de l'URSS.
La publicité est filmée en novembre 1997, sur la place Rouge et dans un restaurant Pizza Hut, à Moscou. Elle présente une famille débattant des conséquences de la politique de Gorbatchev (la perestroïka, la glasnost et la dislocation de l'URSS), après avoir vu l'homme d'État et sa petite-fille s'installer à une table du restaurant : elle trouve un point d'accord lorsque la mère fait remarquer que, grâce à Gorbatchev, ils ont accès aux restaurants Pizza Hut.
Cette publicité est interprétée comme une illustration de la victoire du capitalisme en Russie. Mikhaïl Gorbatchev déclare que l'argent qu'il a perçu lui sert à financer des projets par sa fondation.

## Contexte
Le premier restaurant Pizza Hut ouvre à Moscou en 1990, quelques mois après l'ouverture du premier McDonald's en Russie. Il s'agit de l'un des premiers restaurants d'origine étrangère autorisé à ouvrir en URSS, grâce à la politique de perestroïka de Mikhaïl Gorbatchev. L'idée d'un restaurant Pizza Hut à Moscou trouve son origine dans l'amitié entre Anatoli Dobrynine, ambassadeur de l'Union soviétique aux États-Unis, et Donald M. Kendall (en), directeur général de PepsiCo, société mère de Pizza Hut[réf. nécessaire], et fait partie d'un large accord entre l'URSS et l'entreprise américaine. L'arrangement échoue après la dislocation de l'URSS, déstabilisant la chaîne d'approvisionnement de Pizza Hut.
Le directeur artistique de l'agence de publicité BBDO — à qui Pizza Hut avait déjà commandé plusieurs publicités — Ted Shaine rapporte que l'entreprise « avait entendu que [Gorbatchev] était prêt à faire quelque chose », bien que l'agence aurait pu avoir l'idée de faire appel à lui elle-même.

## Contenu

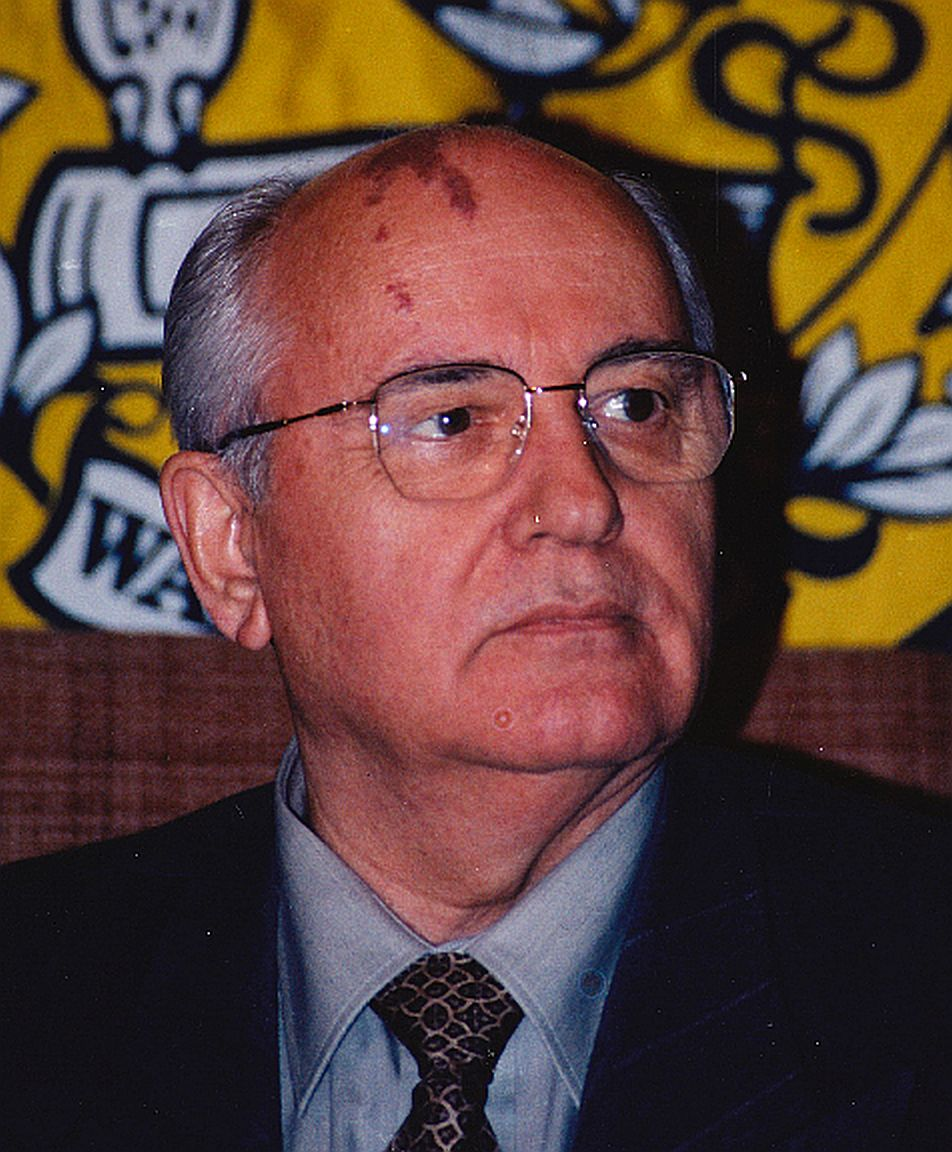
Mikhaïl Gorbatchev en 1997.

La publicité commence par une vue aérienne de la cathédrale du Christ-Sauveur et de la place du Manège, depuis l'hôtel Moskva, après une chute de neige. Mikhaïl Gorbatchev et sa petite-fille marchent sous la neige, sous un parapluie, avec la Cathédrale Saint-Basile-le-Bienheureux en fond. Ils rentrent dans le restaurant Pizza Hut de la place Rouge, et s'installent à une table dans un coin de celui-ci.
Une famille, assise à une autre table, remarque la présence de Gorbatchev. Le père — joué par l'acteur Richard Marner (en) — se plaint des conséquences de la politique économique et sociale de l'ancien dirigeant de l'URSS, tandis que son fils lui présente des aspects positifs à celle-ci. La mère intervient, en disant que « grâce à lui, [ils ont] plein de choses … comme Pizza Hut », ce qui réconcilie la famille. Ils se lèvent, ainsi que les autres clients du restaurant, et saluent Gorbatchev avec une part de pizza dans la main, tandis que ce dernier profite de l'attention.
Une voix off déclare que « parfois, rien ne rassemble mieux les gens qu'une bonne pizza chaude de Pizza Hut », suivie de l'écho des acclamations des clients du restaurant dans Moscou.
La publicité se termine par le slogan « Good friends. Great Pizza. »

## Diffusion et réception
Aux États-Unis, la publicité est diffusée pendant le Rose Bowl Game du 1er janvier 1998 ; elle n'est pas diffusée en Russie, où Mikhaïl Gorbatchev est très critiqué dans les médias pour sa participation à ce spot publicitaire.
Plusieurs années après sa première diffusion, la publicité devient une vidéo virale, à plusieurs occasions. Le Time fait figurer la publicité dans son « top 10 des publicités embarrassantes de célébrités ».

## Analyse
Décrite comme « un beau film et une étrange publicité », elle repose sur le choc de voir apparaître un ancien dirigeant d'une grande puissance mondiale dans une publicité, ainsi que sur la popularité de Gorbatchev à l'international, bien plus importante qu'en Russie.